# 福井祐輔
福井 祐輔（ふくい ゆうすけ、1947年（昭和22年）11月9日 - ）は、日本の政治家、陸上自衛官。元静岡県下田市長（1期）。

## 来歴
高知県土佐清水市出身。中学3年のときに下田市に移り住んだ。下田市立下田中学校卒業。1966年（昭和41年）3月、静岡県立下田北高等学校（現・静岡県立下田高等学校）卒業。1967年（昭和42年）3月、防衛大学校に入校。1971年（昭和46年）3月、同校を卒業。同年4月、陸上自衛隊に入隊。第1次カンボディアPKO国際平和協力隊長兼停戦監視員、普通科教導連隊長兼滝ヶ原駐屯地司令、防衛大学校教授などを歴任し、2003年（平成15年）8月、定年退官。退職時階級は陸将補。
2015年（平成27年）7月、NPO法人日本地雷処理・復興支援センター理事を任期満了退職。同年12月23日、元・下田市長の石井直樹を筆頭に下田市の市庁舎移転計画に反対する市民団体などの支援を受け、翌年執行予定の下田市長選挙に出馬する意向を表明。
2016年（平成28年）6月12日に行われた市長選挙に無所属で出馬。自由民主党の推薦を受けた現職の楠山俊介を破り、初当選した。なお、下田市長選は2000年（平成12年）を最後に3期連続で無投票当選が続いており、今回は16年ぶりの選挙戦となった。7月5日、市長就任。選挙の結果は以下のとおり。
※当日有権者数：19,423人 最終投票率：67.45%（前回比：-13.52pts）
| 候補者名 | 年齢 | 所属党派 | 新旧別 | 得票数  | 得票率 | 推薦・支持         |
| -------- | ---- | -------- | ------ | ------- | ------ | ------------------ |
| 福井祐輔 | 68   | 無所属   | 新     | 8,327票 | 64.23% |                    |
| 楠山俊介 | 62   | 無所属   | 現     | 4,638票 | 35.77% | （推薦）自由民主党 |

2020年（令和2年）6月21日に行われた同選挙で再選を目指したが、元静岡県職員の松木正一郎に大差で敗れて落選。
※当日有権者数：18,720人 最終投票率：68.65%（前回比：+1.2pts）
| 候補者名   | 年齢 | 所属党派 | 新旧別 | 得票数  | 得票率 | 推薦・支持       |
| ---------- | ---- | -------- | ------ | ------- | ------ | ---------------- |
| 松木正一郎 | 59   | 無所属   | 新     | 8,808票 | 70.41% |                  |
| 福井祐輔   | 72   | 無所属   | 現     | 3,705票 | 29.59% | （推薦）連合静岡 |

2021年、旭日小綬章受章。

## 市長在任中の言動について
2016年（平成28年）6月の下田市長選挙において、下田商工会議所などが当時の対立候補であった楠山俊介の支援に回ったことに対しての意趣返しとも読み取れる言動が、市長在任中顕著にみられた。
下田商工会議所青年部が考案し、2015年（平成27年）から活動している下田市PRマスコットキャラクター「ぺるりん」について、市長就任直後に「外国の偉人をゆるキャラにしてちゃかすのはいかがなものか。私の出席する行事には出てほしくない」などの発言があり、物議を醸す。その後も、出席を予定していた催事をぺるりんも参加するとの理由で直前に出席をキャンセルしたり、下田商工会議所へ交付しているぺるりんの運営経費に対しての補助金を削減するなど、ぺるりんに対する態度は最後まで否定的であった。
また、黒船の来航と開国を記念し例年5月中旬に下田市が主催・開催している下田最大の祭典「黒船祭」に関し、2020年（令和2年）開催予定の第81回黒船祭の開催時期を、独断で5月中旬から11月下旬へ移行しようとしたものの、関係機関との調整が不調に終わったため、従来通り5月中旬に開催することとなった。この開催時期移行については、黒船祭に合わせて「開国市」というイベントを催している地元商工団体から反対意見があり、この件について2019年（令和元年）11月に市長と面談した際、市長が商工団体関係者に向かって「お前らは野党だろう。お前らは敵だ」などと暴言を言ったことが、のちに下田市議会令和2年3月定例会において橋本智洋市議（当時）の一般質問の中で明らかにされた。また、前述の開国市に対して交付されている補助金について、一旦は半額にすると通告したものの後日また元の額に戻すと伝えてくるなど二転三転し、こうした一連のできごとで開国市サイドの市長に対する不信感が強まり、第81回黒船祭における開国市開催をボイコットする事態にまで発展した。なお、第81回黒船祭は2019新型コロナウイルス蔓延の影響により、中止が決まった。